# Justyn (Bardakas)
Justyn, imię świeckie Justinos Bardakas (ur. 1 stycznia 1969 w Meliti) – duchowny Greckiego Kościoła Prawosławnego, od 2015 metropolita Nea Krini i Kalamarii.

## Życiorys
Święcenia diakonatu przyjął w 1993, a prezbiteratu w 1996. Chirotonię biskupią otrzymał 1 czerwca 2015.